# 哈羅德·布朗 (國防部長)

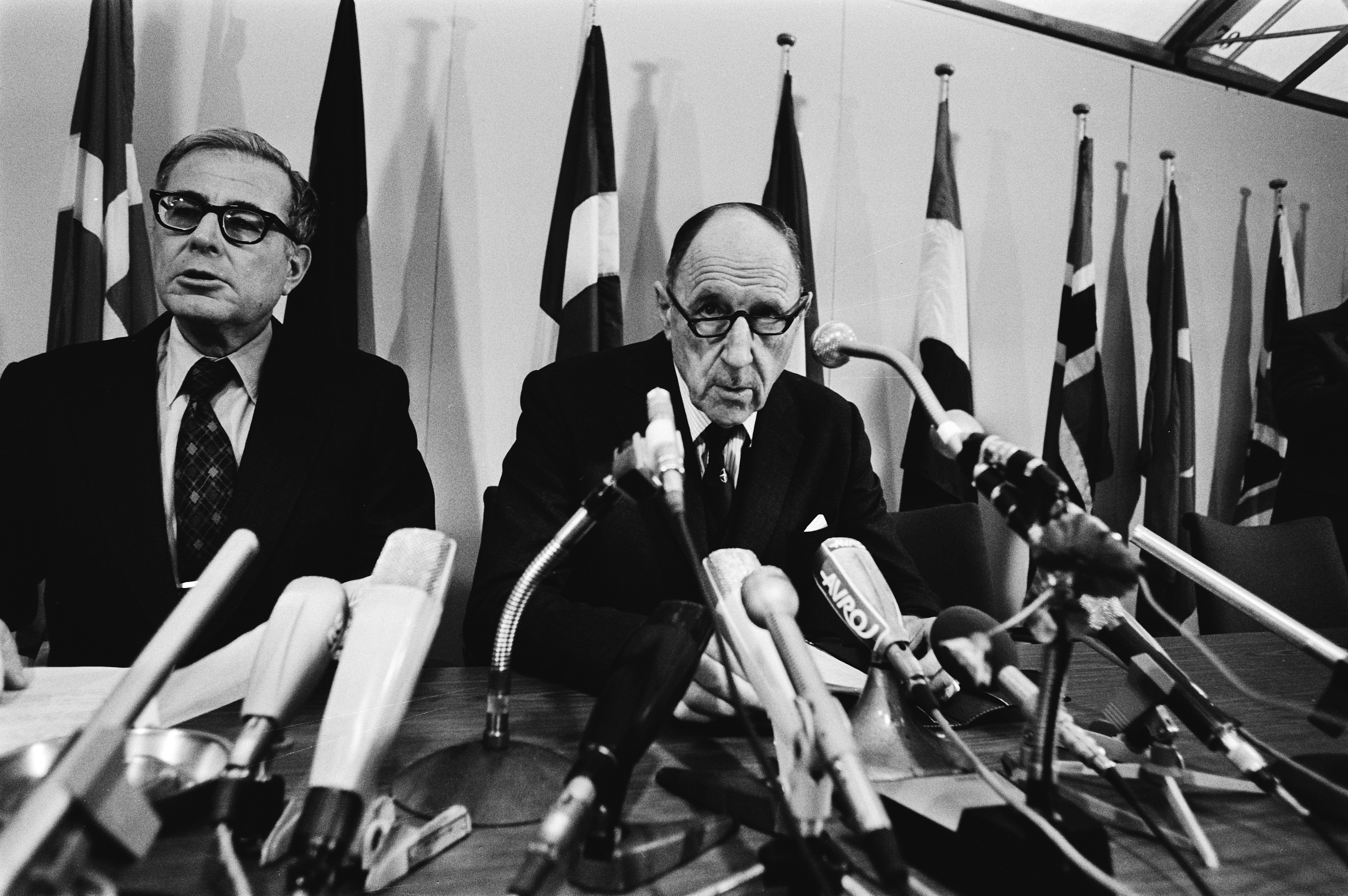
1979年11月14日布朗与北约秘书长约瑟夫·伦斯会面

哈羅德·布朗（英語：Harold Brown，1927年9月19日—2019年1月4日），是美國核物理學家。他在吉米·卡特總統任職期間，於1977年至1981年擔任美國國防部長。此前，在約翰·甘迺迪和林登·詹森政府中，他擔任國防研究與工程總監（1961–1965年）和美國空軍部長（1965–1969年）。

## 生平
布朗15歲時從布朗克斯高中畢業，並獲得博士學位。21歲時從哥倫比亞大學獲得物理學博士學位。作為國防部長，他為大衛營協定奠定了基礎，並參加了與蘇聯的戰略軍備談判。